# Chicago Fire FC II
El Chicago Fire FC II es un equipo de fútbol de Estados Unidos que juega en la MLS Next Pro, la tercera división nacional.

## Historia
Fue fundado el 6 de diciembre de 2021 en el poblado de Bridgeview, Illinois como el equipo filial del Chicago Fire FC de la MLS como uno de los equipos fundadores de la MLS Next Pro para la temporada inaugural de 2022.

## Jugadores

### Equipo 2024
- Más jugadores a préstamo desde el primer equipo, jugadores seleccionados de los Drafts y jugadores a prueba.